# Paul Oskar Höcker
Paul Oskar Höcker (ps: Heinz Grevenstett, ur. 7 grudnia 1865 w Meiningen, zm. 5 maja 1944 w Rastatt) – niemiecki pisarz, publicysta, dramatopisarz i wydawca.

## Życiorys
Był synem Oskara. Studia odbył na Akademii Muzycznej w Berlinie. Krótko pracował jako dyrygent, a następnie zaczął trudnić się pisarstwem. Wydawał Velhagen und Klasings Monatschefte. Był również założycielem i wydawcą pisma Liller Kriegszeitung. Brał czynny udział w działaniach I wojny światowej. 

## Dzieła
Wybrane utwory:

- Der Wüstenprinz, 1891,
- Götz von Berlichingen, 1891,
- Dem Glück, 1893, powieść,
- Leichtsinniges Volk, 1894, nowela,
- Adam Reise und seine Zeit, 1895,
- Polnische Wirtschaft, 1896, powieść w nurcie Ostmarkenliteratur,
- Geldheiraten, 1897,
- 's Burgele, 1897,
- Fräulein Doktor, 1898,
- Wir Junggesellen!, 1898, humoreska,
- Die lachende Maske, 1911,
- Fasching, 1912,
- Der Sohn des Soldatenkönigs, 1912,
- Der ungekrönte König, 1913,
- Kleine Mama, 1913,
- Das flammende Kätchen, 1914,
- Die indische Tänzerin, 1914, powieść,
- Die Meisterin von Europa, 1914,
- An der Spitze meiner Kompagnie, 1914,
- Der Mann von der Straße, 1922,
- Wie Schorschel Bopfinger auf Abwege geriet, 1922, opowiadanie,
- Die kleine Tütt und ihr Liebhaber, 1923, powieść,
- Die blonde Gefahr, 1923,
- Thaddäus, 1924,
- Paris in Baden-Baden, 1936,
- Zeitenhusaren, 1936,
- Königin von Hamburg, 1937,
- Das kleine Feuerwerk, 1938,
- Ich liebe Dich. Ein Krieg-Roman, 1940, powieść,
- Gottgesandte Wechselwinde, 1940,
- Schloßmusik aus Favorite, 1943,
- Der Kapellmeister, 1944[1].